# Ђорђе Филиповић
Ђорђе Филиповић (6. новембар 1978) је бивши српски пливач, који се специјализовао за пливање у стилу лептира и појединачне мешовите дисциплине. Представљао је бившу Савезну Републику Југославију на Летњим олимпијским играма 2000. године и освојио девет титула на Великој Источној Конференцији за пливачки и скакачки тим Универзитета Сиракјуса, док је студирао у Сједињеним Државама.
Филиповић, бивши члан ПК Април 11 у Београду, похађао је Универзитет Сиракјуса у Сиракјусу, где је дипломирао информациони менаџмент и технологију, да би на крају дипломирао са одличним успехом у пролеће 2002. године. Такође је играо за пливачки и скакачки тим Сиракјус Оранж под вођством главног тренера Лу Вокера, а био је и капитен тима. Док је пливао за Оранж, Филиповић је био деветоструки шампион Велике Источне Конференције, освојивши четири титуле у дисциплини 200 јарди лептир, три у појединачној дисциплини 200 јарди и две на 100 јарди лептир од свог званичног уласка 1998. Филиповић је 2001. године проглашен за најбољег пливача године на Великој Источној Конференцији након што је оборио рекорд сусрета од 1:45,70 у дисциплини 200 јарди лептир.
Члан некадашње југословенске репрезентације, Филиповић се такмичио само у мушкој дисциплини на 200 м мешовито на Летњим олимпијским играма 2000. у Сиднеју. Постигао је ФИНА Б-рез од 2:09,07 на Великој награди Акрополиса у Атини. Изазвао је још седам пливача у првој рунди, укључујући кувајтског четвороструког олимпијца Султана Ал-Отаибија . Предајући у етапу прсно са најбржим одласком (38.45), Филиповић је убрзо избегао на треће место заостатком од 1.7 секунди од Киргистанца Андреја Пакина, победника у квалификацијама, за 2:09.28. Филиповић није успео да се пласира у полуфинале, пошто је у прелиминарним утакмицама заузео четрдесет девето место.